# Авија B-35
Авија B-35 (чеш. Avia B-35) је чехословачки једномоторни, једносед, нискокрилни моноплан, модерног дизајна ловачки авион. Први лет авиона је извршен 1938. године.

## Пројектовање и развој
Паралелно са развојем двокрилних ловачких авиона фирма Авија је уочи Другог светског рата пројектоавала и један ловачки моноплан са увлачећим стајним трапом, потпуно модерног дизајна у то време. С обзиром да се рат приближавао, време за израду овог пројекта је било веома кратко те су многа решења доношена у изнудици. Главни пројектант авиона Авија B-35 био је инж. Франтишек Новотни. Први прототип овог авиона је полетео 28. септембра 1938. године.

## Технички опис
Према изворима
Труп му је елиптичног попречног пресека. Носећа конструкција трупа је направљена од заварених челичних цеви високе чврстоће. Прамац трупа у пределу мотора до иза кабине пилота је обложен алуминијумским лимом. Изван лимене облоге, цео труп је обложен импрегнираним платном. Пилот је седео у затвореном кокпиту заштићен од спољних утицаја. Прегледност из пилотске кабине је била добра.
Планирано је да мотор за овај авион буде од 1000 KS међутим тај мотор је био у развоју, тако да се погонска група авиона B-35 састоји од линијског V мотора са 12 цилиндара течношћу хлађен Авиа HS 12Icrs (lic. Hispano Suiza) снаге 633 kW (860 KS) и двокраке вучне елисе непроменљивог корака направљене од ламинираног дрвета. Хладњак расхладне течности се налази испод мотора. Резервоари за гориво су се налазили у трупу авиона и два у крилима.
Крила су конзолна самоносива елипсастог облика. Опремњена су крилцима и закрилцима. Конструкција крила је била дрвена обложена шперплочама и алуминијумским лимом. Елерони су били прекривени импрегнираним платном а закрилца су била од алуминијума покретана хидрауликом.
Репне површине су класичне састоје се од три стабилизатора (један вертикални и два хоризонтална) елипсастог су облика. Конструкција свих фикснох елемената репних површина је иста: цевасти челични оквир и челичне цеви као ребра а облога је од импрегнираног платна. Кормило правца са великом компезационом површином је направљено од челичних цеви и обложено платном. Кормила дубине су направљена такође од челичних цеви обложена платном.
Иако је пројектом било предвиђено да авион Авија B-35 буде опремљен увлачећим стајним трапом због журбе у изради пројекта прототип B-35-1 је био направљен са фиксним стајним трапом који се састојао од две независне предње ноге са уљнопнеуматским амортизером и балон гумама и смоуправљиви гумени тачак испод репа авиона.

## Наоружање
Авион је био наоружан са два синхронизована митраљеза Збројевка vz. 30 калибра 7,92 mm, постављена у трупу авиона а гађала су кроз обртно поље елисе. Поред овога имао је још и топ Hispano 404 калибра 20 mm, чија је цев пролазила кроз вратило елисе.
| Наоружање авиона: Авија        |                     |
| Ватрено (стрељачко) наоружање  |                     |
| Топ                            |                     |
| Број и ознака топа             | Hispano 404         |
| Калибар                        | 20                  |
| Митраљез                       |                     |
| Број и ознака митраљеза        | 2 x Zbrojevka vz.30 |
| Калибар                        | 7,92                |
| Бомбардерско наоружање (бомбе) |                     |
| Ракетно наоружање (ракете)     |                     |

## Верзије
- B.35.1 - први прототип
- B.35.2 - други прототип
- B.35.3 - трећи прототип

## Оперативно коришћење
Коришћење овог авиона се свело само на тестирање прототипа.

## Земље које су користиле авион
- Чехословачка
- Нацистичка Немачка